# Yangiabod
Yangiabod es una localidad de Uzbekistán, en la provincia de Taskent.
Se encuentra a una altitud de 1312 m sobre el nivel del mar. 